# Castellers d'Esparreguera
Els Castellers d'Esparreguera són la colla castellera d'Esparreguera, al Baix Llobregat. Fundada el 1994, ha assolit tota la gamma de castells de set pisos, sent el seu màxim registre el 2 de 7 descarregat.
La fundació dels Castellers d'Esparreguera està estretament relacionada amb l'escola Mare de Déu de la Muntanya.

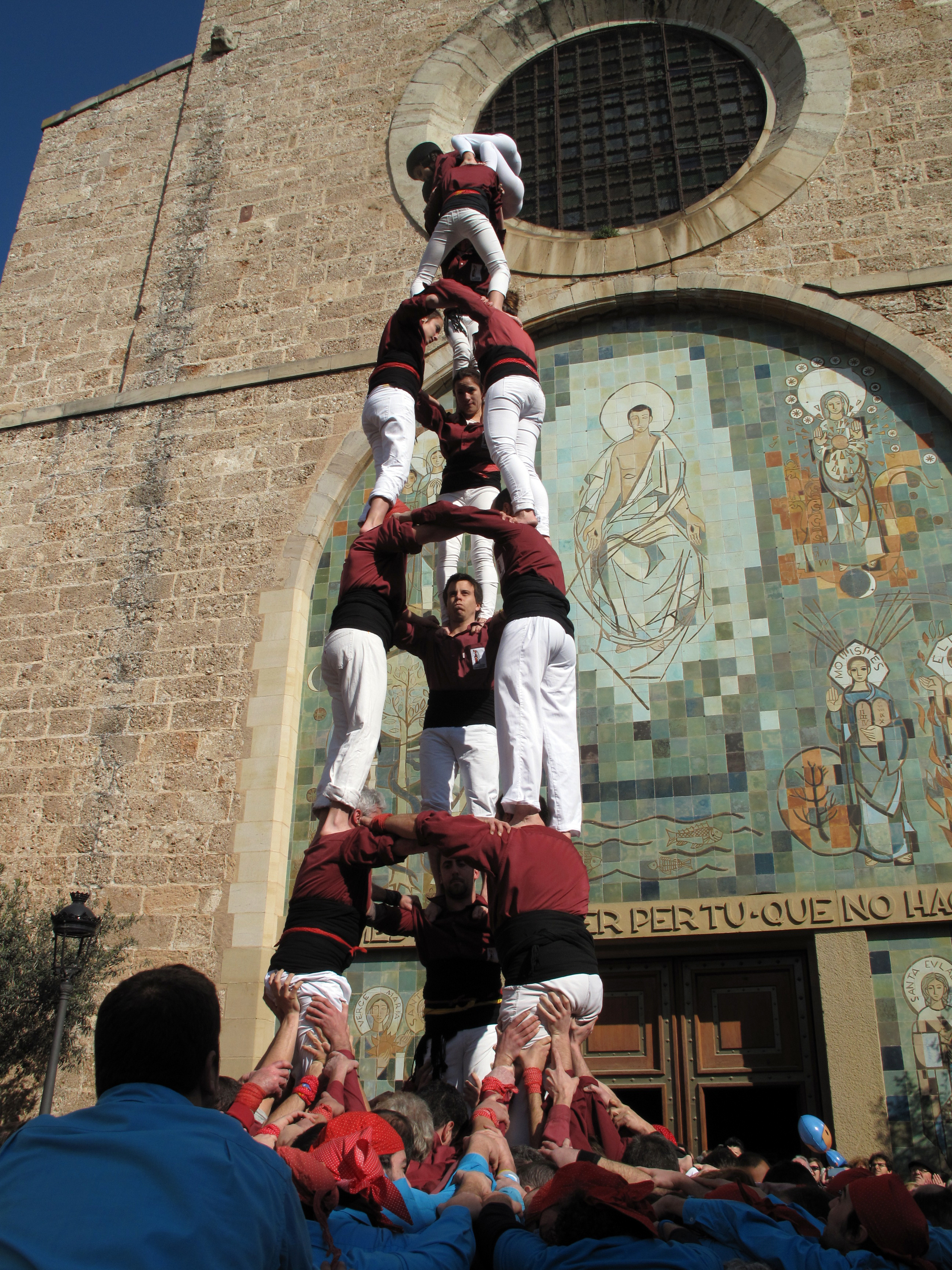
Els Castellers d'Esparreguera davant l'església de Santa Eulàlia

Juntament amb els Capgrossos de Mataró i la Colla Jove de Castellers de Sitges, el 28 d'agost del 2004 els esparreguerins van ser convidats a alçar els seus castells al municipi de L'Alcora, a Castelló de la Plana. Van descarregar-hi castells de la gamma alta de sis, amb el 2 de 6 com la seva millor construcció.
L'11 d'octubre de 2009 van actuar a la festa de la verema de Montmartre, a París. Allà hi van descarregar el 3 de 7 com a millor castell. Van ser rebuts a l'ajuntament de la ciutat, a l'interior del qual van alçar-hi un pilar de quatre. En finalitzar la recepció, els castellers van actuar davant de l'ajuntament, d'on va sortir una cercavila que els duria fins als peus del Sagrat Cor.